# La Torre d'en Doménec
la Torre d'en Doménec (em valenciano e oficialmente) ou Torre Endoménech (em castelhano), também chamado la Torre dels Domenges em valenciano, é um município da Espanha na província de Castelló, Comunidade Valenciana. Tem 3,6 km² de área e em 2021 tinha 157 habitantes (densidade: 43,6 hab./km²).

## Demografia
| Variação demográfica do município entre 1991 e 2004 | Variação demográfica do município entre 1991 e 2004 | Variação demográfica do município entre 1991 e 2004 | Variação demográfica do município entre 1991 e 2004 |
| --------------------------------------------------- | --------------------------------------------------- | --------------------------------------------------- | --------------------------------------------------- |
| 1991                                                | 1996                                                | 2001                                                | 2004                                                |
| 288                                                 | 260                                                 | 229                                                 | 238                                                 |